# Untersberg
Untersberg är en bergskedja i Österrike, på gränsen till Tyskland. Den ligger i den centrala delen av landet, 260 km väster om huvudstaden Wien.
Untersberg sträcker sig 10,5 km i nord-sydlig riktning. Den högsta toppen är Salzburger Hochthron, 1 853 meter över havet.
Topografiskt ingår följande toppar i Untersberg:
- Geiereck
- Hirschangerkopf
- Ochsenkamm
- Salzburger Hochthron
- Taxhamer Kreuz

I omgivningarna runt Untersberg växer i huvudsak blandskog. Runt Untersberg är det ganska tätbefolkat, med 120 invånare per kvadratkilometer.